# 12750 Berthollet
12750 Berthollet eller 1993 DJ1 är en asteroid i huvudbältet som upptäcktes den 18 februari 18 februari av den belgiske astronomen Eric W. Elst vid Haute-Provence-observatoriet. Den är uppkallad efter den franske kemisten Claude Louis Berthollet.
Asteroiden har en diameter på ungefär 7 kilometer.